# Криквил ан Бесен
Криквил ан Бесен (фр. Cricqueville-en-Bessin) насеље је и општина у северној Француској у региону Доња Нормандија, у департману Калвадос која припада префектури Баје.
По подацима из 2011. године у општини је живело 189 становника, а густина насељености је износила 22,11 становника/km². Општина се простире на површини од 8,55 km². Налази се на средњој надморској висини од 50 метара (максималној 39 m, а минималној 0 m).

## Демографија
| 1962. | 1968. | 1975. | 1982. | 1990. | 1999. | 2011. |
| ----- | ----- | ----- | ----- | ----- | ----- | ----- |
| 197   | 200   | 190   | 157   | 171   | 182   | 189   |

График промене броја становника у току последњих година